# Anthrax incisa
Anthrax incisa är en tvåvingeart som beskrevs av Macquart 1847. Anthrax incisa ingår i släktet Anthrax och familjen svävflugor. Inga underarter finns listade i Catalogue of Life.